# 프리츠 제르니커
프리츠 제르니커(네덜란드어: Frits Zernike, 1888년 7월 16일 ~ 1966년 3월 10일)는 1953년에 위상차 현미경의 발명으로 체내의 세포를 염색하거나 죽이지 않고도 연구할 수 있게 한 공으로 노벨 물리학상을 받은 네덜란드의 물리학자이다.

## 생애
그는 네덜란드의 암스테르담에서 태어났다. 그의 양친은 모두 수학 교사였고, 그 중에서도 그는 특히 부친의 수학에 대한 열정을 물려받았다. 그는 암스테르담 대학교에서 화학을 전공했고 수학과 물리학 강의도 들었다. 1912년에 그는 기체의 유백광에 대한 연구로 상을 받았고, 이듬해인 1913년에는 흐로닝언 대학 연구소의 천문학 연구소에 있던 야코뷔스 캅테인의 조수가 되었다. 1914년에는 L. S. 외른스타인과 함께 외른스타인-제르니커 방정식(제르니커 방정식)으로 알려진 방정식을 유도해 냈다. 1915년에 그는 동 대학교의 이론 물리학 강사가 되었고, 1920년부터 1928년까지는 정교수로서 재직했다.
그의 에르되시 수는 6이었다. 흐로닝언의 북쪽에 있는 대학 단지의 이름은 그의 이름을 따서 지어졌고(제르니커 공원(Zernike Park)), 또한 달의 충돌구 중 하나도 그의 이름을 땄다. 그의 종손인 헤라르뒤스 엇호프트는 1999년에 노벨 물리학상을 받았다.

## 연구
1930년에 그는 스펙트럼 선에 대한 연구를 하다가 소위 '고스트 라인'(회절 격자에 의해 주 광선의 좌우에 나타나는, 주 광선에 대해 수직인 스펙트럼)으로 불리는 현상을 발견하게 된다. 그는 1933년에 와게닝겐에서 열린 물리학, 의학 회의에서 현미경 관찰을 통해 이 사실을 발표했다. 그 발견은 후에 그가 제 2차 세계 대전 중에 위상차 현미경을 발명하는 데 기초가 되었다.
그의 광학 분야에 대한 또다른 공헌은 현미경이나 망원경에서 나타나는 수차라는 결함과 관련된 것이다. 수차는 루트비히 자이델이 19세기 중엽에 발표한 이론에 입각한 것이다. 루트비히 자이델의 발표는 멱급수의 확장에 기초한 것인데 이는 다양한 종류의 수차를 확연하게 분리할 수 있는 방안이 되지 못했다. 제르니커는 제르니커 다항식으로 알려진 다항식을 통해 이를 분리할 수 있게 해 주었고, 광학 장비에 있어서 수차로 인해 오랫동안 문제가 되었던 최적의 '평형 상태'에 대한 고찰을 쉽게 해결할 수 있도록 하였다. 1960년대부터, 제르니커 다항식은 광학 디자인, 광학 도량형학, 화상 해석 분야에서 널리 사용되었다.

## 같이 보기
- 광학 수차
- 물리광학